# سوفیا فالکون
سوفیا فالکون (انگلیسی: Sofia Falcone) شخصیتی تخیلی است که در دی‌سی کامیکس حضور پیدا کرده و عمدتاً در ارتباط با شخصیت بتمن است. او که برای نخستین بار در سال‌های ۱۹۹۶–۱۹۹۷ در مجموعه محدود کتاب‌های کمیک بتمن: هالووین دراز اثر جف لوب و تیم سِیل آغاز به کار کرد. سوفیا به‌عنوان یکی از اعضای خانواده تبهکار فالکون معرفی شد که به پدرش کارماین فالکون در کشف هویت «هالیدی کیلر» کمک می‌کند. بعداً مشخص شد که برادر خود سوفیا، آلبرتو فالکون، قاتل زنجیره‌ای است که شهروندان گاتهام سیتی را در ارتباط با تعطیلات تقویم سالانه به قتل می‌رساند.
در مجموعهٔ محدود سال ۱۹۹۹–۲۰۰۰ یعنی بتمن: پیروزی تاریک که به عنوان ادامهٔ قوس داستانی ایجاد شده در هالووین دراز شکل گرفت، سوفیا به‌عنوان هویت نهفته قاتل مشهور با نام مستعار جلاد شناخته می‌شود. جلاد بیش از یک سال را صرف هدف قرار دادن و از بین بردن اعضای مختلف اداره پلیس شهر گاتهام، به ویژه در ارتباط با دادستان سابق، هاروی دنت / دو چهره کرده بود. در نهایت هاروی دنت او را طی یک درگیری مفصل با خود بتمن می‌کشد.
این شخصیت نخستین حضور لایو-اکشن خود را در مجموعهٔ تلویزیونی گاتهام با بازی کریستال رید داشت. او همچنین در مینی‌سریال تلویزیونی پنگوئن (۲۰۲۴) ظاهر می‌شود که در دنیای مشترک بتمن با بازی کریستین میلیوتی به تصویر کشیده می‌شود.

## تاریخچهٔ انتشار
سوفیا فالکون نخستین بار در مجموعهٔ کوتاه جف لوب و تیم سِیل در سال ۱۹۹۶ یعنی بتمن: هالووین طولانی در نقش دختر سردستهٔ تبه‌کاران یعنی کارماین فالکون ظاهر شد. او در دنباله بتمن: پیروزی تاریک بار دیگر حضور داشت و در آن یک قاتل دارزَن شد تا انتقام مرگ پدرش را بگیرد.

## زندگی‌نامه شحصیت

### هالووین دراز
وقتی هالیدی کیلر شروع به کشتن اعضای خانواده فالکون کرد، کارماین دخترش سوفیا را زودتر از زندان آزاد کرد تا به او کمک کند قاتل را پیدا کند.
در پایان ظاهراً مشخص شد که کیلر قاتل آلبرتو فالکون (پسر کارماین و برادر سوفیا) است. پس از آن، کارماین توسط هاروی دنت، دادستان ناحیه گاتهام، کشته شد. هاروی دنت پس از پاشیدن اسید به صورتش تبدیل به دو چهره شد و سوفیا پس از حمله زن گربه‌ای از پنجره پنت هاوس فالکون به بیرون افتاد.

### پیروزی تاریک
معلوم می‌شود که سوفیا از سقوط خود جان سالم به در برده است و اکنون روی ویلچر نشسته و سرپرست جدید خانواده فالکون است. در همین حال، یک قاتل زنجیره ای جدید که به نام جلاد معروف است، پلیس‌های شهر گاتهام را با طناب دار می‌کشد.
در پایان، سوفیا به عنوان قاتل مشخص می‌شود که معلولیت خود را جعل کرده است. او برادرش آلبرتو را به دلیل سرخوردگی خانواده می‌کشد و سپس سعی می‌کند دو چهره را بکشد، اما بتمن مانع او می‌شود. در حالی که سوفیا در حال مبارزه با اوست، دو چهره به سر او شلیک می‌کند.